# Karizma
Karizma (iz starogrčkog chárisma: χάρισμα: 'milost', ili dobiven dar "), u svakodnevnom govoru, iznimne karakteristike zbog kojih neka osoba izaziva pažnju i privrženost drugih ljudi, ili ima utjecaj na njih. Karizmatičnom se smatra osoba koja može motivirati i inspirirati druge ljude, i kadra ih je pridobiti kao sljedbenike, bilo za pozitivne ili negativne svrhe. 
Pojam se često veže uz političke i vjerske vođe, ali i vojskovođe, državnike, vođe kultova i pokreta, pojedince iz javnog života i sl. Po Richardu Wisemanu, autoru knjiga iz popularne psihologije, karizmatična osoba ima tri svojstva: osjeća snažne emocije, pobuđuje snažne emocije kod drugih ljudi, i otporna je na utjecaj drugih karizmatičnih ljudi. U religiji i sociologiji karizma ima specifičnija značenja.

#### Religija
U prirodnoj i pučkoj religiji vjeruje se da božanstvo daje pojedincima (poglavicama, kraljevima) tajne moći koje oni koriste na dobrobit svog plemena ili naroda. U slučaju da ne uspiju, karizma im prestaje. Pojam se izvorno uglavnom koristio u judaizmu i kršćanskoj tradiciji. U Starom zavjetu karizmom su bili obdareni veliki suci, kraljevi i proroci. U Novom zavjetu karizma označava od Boga dane milosti i darove Duha Svetoga. Oni uključuju: mudrost, znanje, vjerovanje, proroštvo, iscjeljivanje bolesnih i čuda. Te se milosti i darovi koriste za služenje zajednici.

#### Sociologija
U sociologiji, karizmu kao jedan od temelja vlasti je najdetaljnije razradio njemački sociolog Max Weber. Karizma označava iznimne osobine ili sposobnosti koje sljedbenici pripisuju-priznaju vođi, i na kojima vođa temelji svoju moć, odnosno vlast nad njima. Weber je opisao razne vrste i primjere karizmatske vlasti, od predvodnika ranih lovačkih hordi do vjerskih vođa, umjetnika, sudaca, kraljeva i političara. Karizmatska vlast je suprotna birokratskoj. Obično se javlja u vrijeme društvenih kriza, kada se masovna očekivanja i nade usmjeravaju prema ljudima kojima se pripisuju iznimne sposobnosti te osjećaj više misije i dužnosti. Ovakva vrsta vlasti se ne temelji na razumu i pravilima, već na emocijama. Osobna je, nestabilna i ne zahtijeva veću naobrazbu sljedbenika. U izvornom je obliku održiva samo za života karizmatskog vođe.